# Station Wągrowiec
Station Wągrowiec is een spoorwegstation in de Poolse plaats Wągrowiec.